# Stefan Unterkofler
Stefan Unterkofler (Bolzano, 21 giugno 1989) è un ex hockeista su ghiaccio italiano.

## Carriera
Cresciuto hockeisticamente nelle giovanili dell'HC Bolzano, ha giocato la stagione 2006-07 nel farm team dell'HC Future Bolzano (serie A2).
Nella stagione successiva, dopo la rinuncia del Future, Unterkofler è passato in prestito al nuovo farm team del Bolzano, l'HC Merano. Ha fatto tuttavia il suo esordio in serie A alla prima giornata (i giocatori U23 possono liberamente passare tra prima squadra e farm team), mettendo anche a segno il primo gol del Bolzano nella vittoria per 1-3 a Brunico.
Anche nelle due successive stagioni si è diviso tra la squadra del capoluogo altoatesino ed il suo farm team di serie A2 (per una stagione l'SV Caldaro, per la successiva l'HC Appiano, con cui ha vinto il campionato). Dal 2011 milita stabilmente nell'Appiano. Al termine della stagione 2012-2013 vinse nuovamente il titolo di Serie A2. Nel 2013-14 vinse il titolo di Seconda Divisione sempre con i Pirats.

## Palmarès

### Club
- Coppa Italia: 1

Bolzano: 2008-2009
- Campionato italiano - Serie A2/Seconda Divisione: 3

Appiano: 2009-2010, 2012-2013, 2013-2014